# Kirgistan na Zimowych Igrzyskach Olimpijskich 2018
Kirgistan na Zimowych Igrzyskach Olimpijskich 2018 – występ kadry sportowców reprezentujących Kirgistan na igrzyskach olimpijskich w Pjongczangu w 2018 roku.
W kadrze znalazło się dwóch zawodników. Wystąpili oni w trzech konkurencjach w dwóch dyscyplinach sportowych – w biegach narciarskich i narciarstwie alpejskim.
Funkcję chorążego reprezentacji Kirgistanu podczas ceremonii otwarcia igrzysk pełnił Tariel Żarkimbajew, a podczas ceremonii zamknięcia – Jewgienij Timofiejew. Reprezentacja Kirgistanu weszła na stadion jako 74. w kolejności podczas ceremonii otwarcia i 75. podczas zamknięcia, w obu przypadkach pomiędzy ekipami z Chorwacji i Cypru.
Był to 7. start reprezentacji Kirgistanu na zimowych igrzyskach olimpijskich i 13. start olimpijski, wliczając w to letnie występy.

## Skład reprezentacji

### Biegi narciarskie
| Konkurencja                                    | Zawodnik           | Kwalifikacje | Kwalifikacje | Ćwierćfinały | Ćwierćfinały | Półfinały | Półfinały | Finały | Finały | Finały  |
| Konkurencja                                    | Zawodnik           | Czas         | Miejsce      | Czas         | Miejsce      | Czas      | Miejsce   | Czas   | Strata | Miejsce |
| ---------------------------------------------- | ------------------ | ------------ | ------------ | ------------ | ------------ | --------- | --------- | ------ | ------ | ------- |
| Sprint indywidualny mężczyzn stylem klasycznym | Tariel Żarkimbajew | 4:05,99      | 78. nq       | NQ           | NQ           | NQ        | NQ        | NQ     | NQ     | 78.     |

### Narciarstwo alpejskie
| Konkurencja            | Zawodnik             | Przejazd 1 | Przejazd 1 | Przejazd 2 | Przejazd 2 | Czas łączny | Miejsce |
| Konkurencja            | Zawodnik             | Czas       | Miejsce    | Czas       | Miejsce    | Czas łączny | Miejsce |
| ---------------------- | -------------------- | ---------- | ---------- | ---------- | ---------- | ----------- | ------- |
| Slalom mężczyzn        | Jewgienij Timofiejew | 1:01,56    | 49.        | 1:02,37    | 40.        | 2:03,93     | 40.     |
| Slalom gigant mężczyzn | Jewgienij Timofiejew | 1:20,90    | 72.        | 1:20,13    | 63.        | 2:41,03     | 63.     |